# El servent
El servent (títol original en anglès: The Servant) és una pel·lícula britànica dirigida per Joseph Losey i estrenada l'any 1963. Ha estat doblada al català.

## Argument[2]
Un jove aristòcrata anglès contracta un criat, quan s'ha instal·lat en una vella mansió de Londres. Progressivament i d'una manera tan subtil com perversa, els seus papers s'aniran invertint.

## Repartiment
- Dirk Bogarde: Hugo Barrett
- Sarah Miles: Vera
- Wendy Craig: Susan
- James Fox: Tony
- Catherine Lacey: Lady Mounset
- Richard Vernon: Lord Mounset
- Ann Firbank: Dona de la societat
- Patrick Magee: Bisbe
- Jill Melford: Dona jove
- Alun Owen: Cura
- Harold Pinter: Home de la societat
- Dorothy Bromiley: Noi fora de la cabina telefònica
- Johnny Dankworth: Jazz Bandleader